# Estornell de Hildebrandt
L'estornell de Hildebrandt (Lamprotornis hildebrandti) és una espècie d'ocell de la família dels estúrnids (Sturnidae). Habita les sabanes de l'est de Kenya i de Tanzània. El seu estat de conservació es considera de risc mínim.
El nom específic de Hildebrandt fa referència al zoòleg alemany Johann Maria Hildebrandt (1847-1881).